# Kabinett Freycinet II

Charles de Freycinet war von 1879 bis 1880, 1882, 1886 und von 1890 bis 1892 Premierminister Frankreichs

Das zweite Kabinett Freycinet war eine Regierung der Dritten Französischen Republik. Es wurde am 30. Januar 1882 von Premierminister (Président du Conseil) Charles de Freycinet gebildet und löste das Kabinett Gambetta ab. Es blieb bis zum 7. August 1882 im Amt und wurde daraufhin vom Kabinett Duclerc abgelöst.
Dem Kabinett gehörten Vertreter der Gauche républicaine (GR), des Centre gauche (CG), der Union républicaine (UR) und der Union démocratique (UD) an.

## Kabinett
Dem Kabinett gehörten folgende Minister an:
| Amt                                                       | Name                       | Gruppe | Beginn der Amtszeit | Ende der Amtszeit |
| --------------------------------------------------------- | -------------------------- | ------ | ------------------- | ----------------- |
| Premierminister                                           | Charles de Freycinet       | GR     | 30. Januar 1882     | 7. August 1882    |
| Außenminister                                             | Charles de Freycinet       | GR     | 30. Januar 1882     | 7. August 1882    |
| Siegelbewahrer und Justizminister sowie Religionsminister | Gustave Amédée Humbert     |        | 30. Januar 1882     | 7. August 1882    |
| Innenminister                                             | René Goblet                | UR     | 30. Januar 1882     | 7. August 1882    |
| Kriegsminister                                            | Jean-Baptiste Billot       | GR     | 30. Januar 1882     | 7. August 1882    |
| Finanzminister                                            | Léon Say                   | CG     | 30. Januar 1882     | 7. August 1882    |
| Minister für öffentlichen Unterricht und schöne Künste    | Jules Ferry                | GR     | 30. Januar 1882     | 7. August 1882    |
| Minister für Marine und Kolonien                          | Jean Bernard Jauréguiberry |        | 30. Januar 1882     | 7. August 1882    |
| Landwirtschaftsminister                                   | François de Mahy           | GR     | 30. Januar 1882     | 7. August 1882    |
| Minister für Post und Telegrafie                          | Louis Adolphe Cochery      | GR     | 30. Januar 1882     | 7. August 1882    |
| Handelsminister                                           | Pierre Tirard              | UR     | 30. Januar 1882     | 7. August 1882    |
| Minister für öffentliche Arbeiten                         | Henri Varroy               | GR     | 30. Januar 1882     | 7. August 1882    |

### Unterstaatssekretäre
Dem Kabinett gehörten folgende Sous-secrétaires d’État an:
| Amt                                               | Name              | Gruppe | Beginn der Amtszeit | Ende der Amtszeit |
| ------------------------------------------------- | ----------------- | ------ | ------------------- | ----------------- |
| Justiz- und Religionsministerium                  | François Varambon | UR     | 30. Januar 1882     | 7. August 1882    |
| Ministerium für Kolonien                          | Edmond Berlet     | UR     | 30. Januar 1882     | 7. August 1882    |
| Innenministerium                                  | Jules Develle     | UR     | 30. Januar 1882     | 7. August 1882    |
| Ministerium für öffentliche Arbeiten              | Armand Rousseau   | GR     | 30. Januar 1882     | 7. August 1882    |
| Ministerium für öffentlichen Unterricht und Kunst | Jules Duvaux      | UD     | 2. Februar 1882     | 7. August 1882    |

## Historische Einordnung

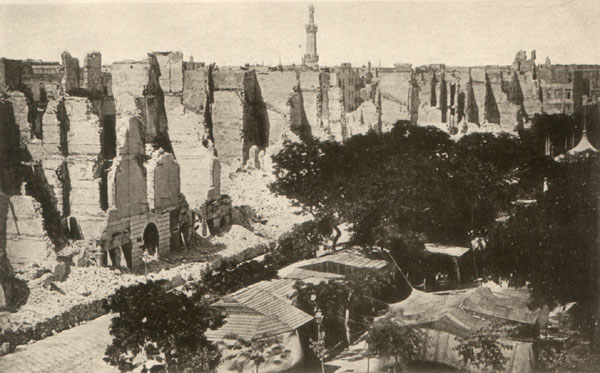
Alexandria nach dem britischen Bombardement

Nachdem das Kabinett Gambetta durch die Gauche républicaines (Charles de Freycinet, Jules Ferry) gestürzt worden war, verweigerte seine Union républicaine dem Kabinett Freycinet II seine Unterstützung und dieses hatte damit von Beginn an keine parlamentarische Mehrheit.
Die Bildungsreform Jules Ferrys wurde durch zwei weitere Gesetze fortgeführt. Das Gesetz über den Laizismus verbot den Unterricht in religiöser Moral und das Gesetz vom 16. Juni 1881 über die verpflichtende kostenlose Grundschule wurde durch eine weitere Bestimmung ergänzt, die die Schulpflicht vom sechsten bis zum dreizehnten Lebensjahr festschrieb.
Am 25. April eroberte Henri Rivière die Zitadelle von Hanoi. Am 11. Juli 1882 bombardierte die englische Mediterranean Fleet Alexandria; die zuvor gemeinsam mit den Briten operierende französische Flotte nahm an dieser Aktion nicht teil. Da es auch danach nicht mehr zu gemeinsamen militärischen Aktionen mit den Briten gab, war Frankreich in Ägypten als Kolonialmacht nicht mehr vertreten. 
Im Parlament wurde Freycinet von Léon Gambetta und Georges Clemenceau heftig attackiert; die folgende Vertrauensabstimmung verlor Freycinet mit 75 zu 417 Stimmen. Darauf trat er zurück.